# Wilde Flowers
The Wilde Flowers fue una banda inglesa formada en Canterbury, influido por el rock y el folk de la época. El grupo estuvo activo entre mediados y fines de los 60, con varios cambios de formación.
Algunos de los miembros terminaron uniéndose a Soft Machine y Caravan, las dos bandas principales de la llamada "escena de Canterbury".
Los dos compositores principales de Wilde Flowers eran los hermanos Brian y Hugh Hopper. Algunas de sus canciones se publicaron por primera vez en los demos de 1967 y el álbum debut de Soft Machine; y las demás, a principios de los 90 en álbumes de archivo compilados por Brian Hopper.

## Grabaciones
- 1964-69: Canterburied Sounds (varios artistas, lanzado en 1998)
- 1965-69: The Wilde Flowers (lanzado en 1993)

- Datos: Q1079001